# Талышский корнеед
Талышский корнеед (лат. Dorcadion talyschense) — вид жестокрылых из семейства усачей. Находится в критическом положении и есть вероятность исчезновения в естественных условиях. Относится к эндемикам Талыша.

## Описание
Тело 13,5—18,5 мм в длину. Голова, грудь, и усы черные. Надкрылья белые с двумя чёрными полосами. Полоски на талии узкие, плечевые и боковые полоски широкие. Передняя часть груди голая и грубо расставленная.

## Распространение
Обитает в Талыше (Зуванд) Азербайджана и Ирана. 

## Образ жизни
Обитают на сухих склонах, покрытых ксерофильными растениями в смеси с зерновыми культурами, реже - на песчаных и слабозасоленных почвах. Развивается в одном поколении за год.  Жуки встречаются с апреля  до конца мая - начала июня. Личинки питаются корнями злаковых растений. Окукливание происходит в почве. Насекомых поедают розовые голуби.

## Численность и охрана
В 1922 году в городе Ленкорани А. В. Богачевым отловлено 3 особи (хранилось в коллекционном фонде Института зоологии НАНА ). Вид не наблюдался в последние годы на территории Азербайджана. Районы, населенные насекомыми, вытаптываются скотом. Ограничивающие факторы численности вида: вспашка, посадка и обработка участков обитания, что приводит к сокращению ареала. 
Охраняется в Гирканском национальном парке.
Рекомендуемые меры охраны на территории Азербайджана: выпас домашнего скота в местах обитания насекомых и использование этих территорий в качестве пахотных земель должны быть запрещены. Ежегодно следует проводить мониторинг законных территорий для получения новой информации о численности и ареале насекомого.